# Andrea Pazzagli
Andrea Pazzagli (ur. 18 stycznia 1960 we Florencji, zm. 31 lipca 2011 w Castiglione della Pescaia) – włoski piłkarz grający na pozycji bramkarza. Był również trenerem.
Pazzagli jest wychowankiem ACF Fiorentina, z której trafił do Bologna FC. Grał również m.in. w Catanii i Romie, ale największe sukcesy odnosił z Milanem. W zespole Arrigo Sacchiego miał być zmiennikiem Giovanniego Gallego, jednak z czasem przebił się do podstawowego składu. Wywalczył z tą drużyną m.in. Puchar Europy 1990. Karierę zakończył w trzecioligowym AC Prato.
Po zakończeniu kariery piłkarskiej był trenerem bramkarzy Fiorentiny. W 2001 roku był członkiem sztabu szkoleniowego Milanu, gdy rossonerich prowadził Fatih Terim. Następnie trenował bramkarzy w młodzieżowych reprezentacjach Włoch. W 2011 roku został jednym z asystentów Cesare Prandellego w seniorskiej kadrze.
Oprócz trenowania bramkarzy zajmował się również piosenką aktorską. Był także komentatorem telewizji RAI.
Andrea Pazzagli zmarł 31 lipca 2011 na atak serca w Punta Ala, na przedmieściach Castiglione della Pescaia. Przebywał tam z rodziną na wakacjach.
Synem Andrei Pazzaglego jest Edoardo, były bramkarz m.in. juniorskich reprezentacji Włoch, Fiorentiny i Milanu.

## Sukcesy
Milan
- Puchar Europy: 1989/90
- Superpuchar Europy: 1989, 1990
- Puchar Interkontynentalny: 1989, 1990
- wicemistrzostwo Włoch: 1989/1990, 1990/91

Ascoli
- Puchar Mitropa: 1987